# Каркер, Яков Иосифович
Яков Иосифович Каркер (22 мая 1919 года — 22 апреля 1991 года) — советский учёный в области техники. Доктор технических наук, профессор. Лауреат Ленинской премии.

## Биография
Сотрудник С. П. Королёва, занимался созданием испытательного оборудования для космических аппаратов.
Преподавал на машиностроительном факультете МГУПИ.
Жил в посёлке Новь в Одинцовском районе Московской области.

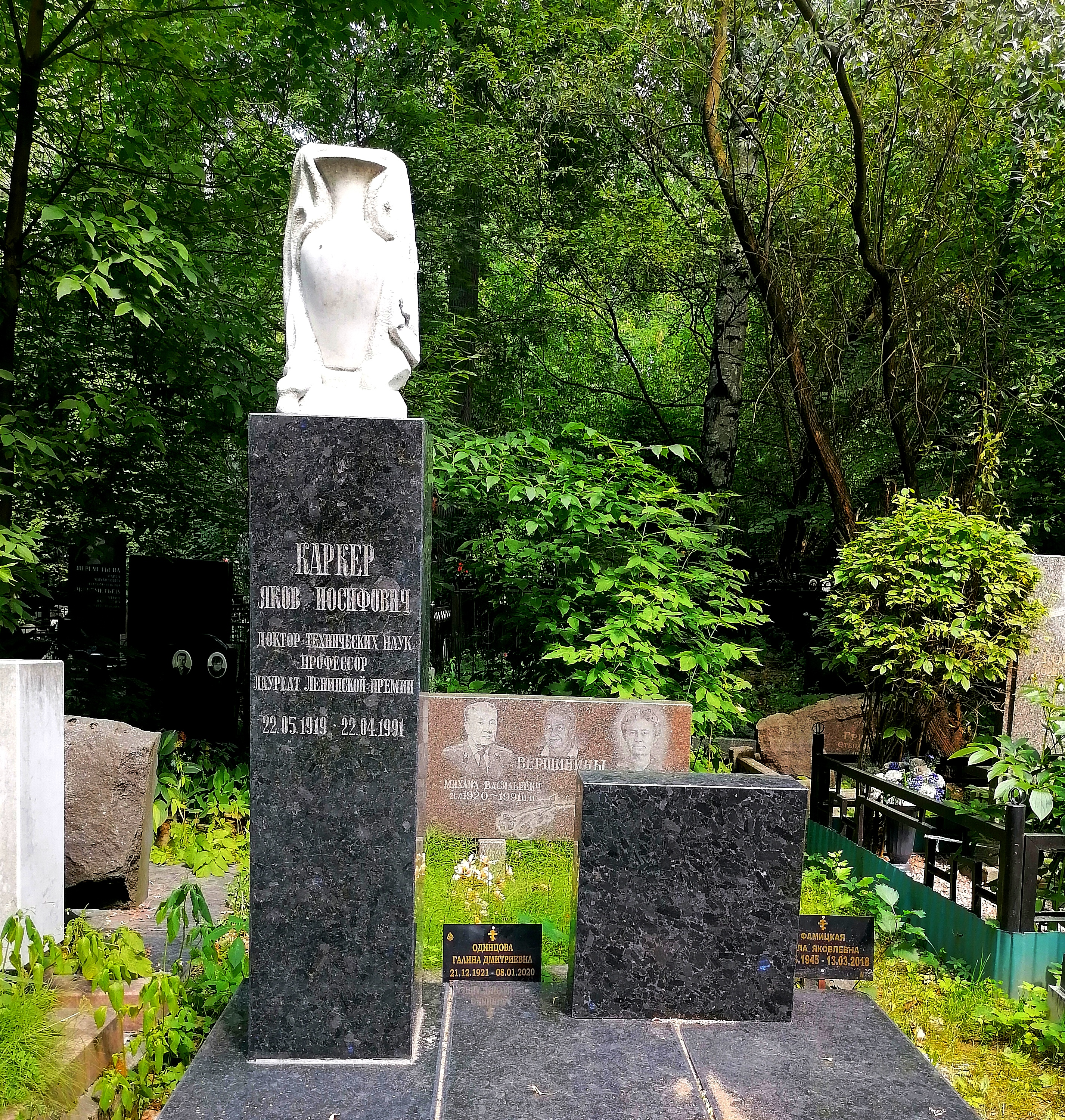
Могила на Кунцевском кладбище

Похоронен на Кунцевском кладбище (8 уч.).